# چویومپینا
چویومپینا (به اسپانیایی: Chullumpina) یک کوه در پرو است که در منطقه کوسکو واقع شده‌است. چویومپینا ۵٬۲۰۰ متر بالاتر از سطح دریا واقع شده‌است.